# Primula mistassinica
Primula mistassinica là một loài thực vật có hoa trong họ Anh thảo. Loài này được Michx. miêu tả khoa học đầu tiên năm 1803.